# Абай (Кизилординська міська адміністрація)
Аба́й (каз. Абай) — село у складі Кизилорджинської міської адміністрації Кизилординської області Казахстану. Адміністративний центр Косшинирауського сільського округу.
Населення — 2325 осіб (2021; 2228 у 2009, 2075 у 1999, 1778 у 1989).